# Unguent

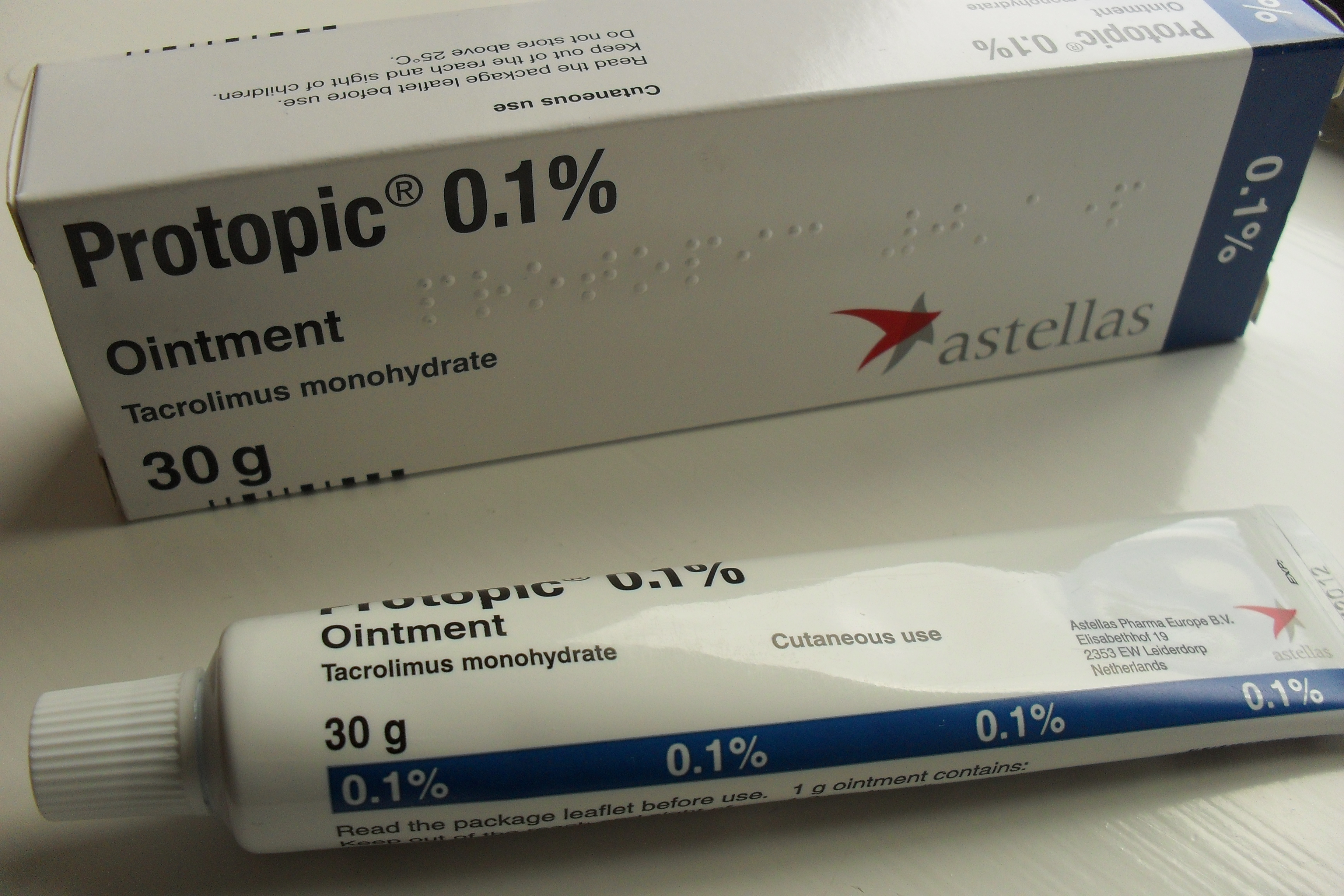
Aspectul unui tub de unguent cu tacrolimus 0,1 %

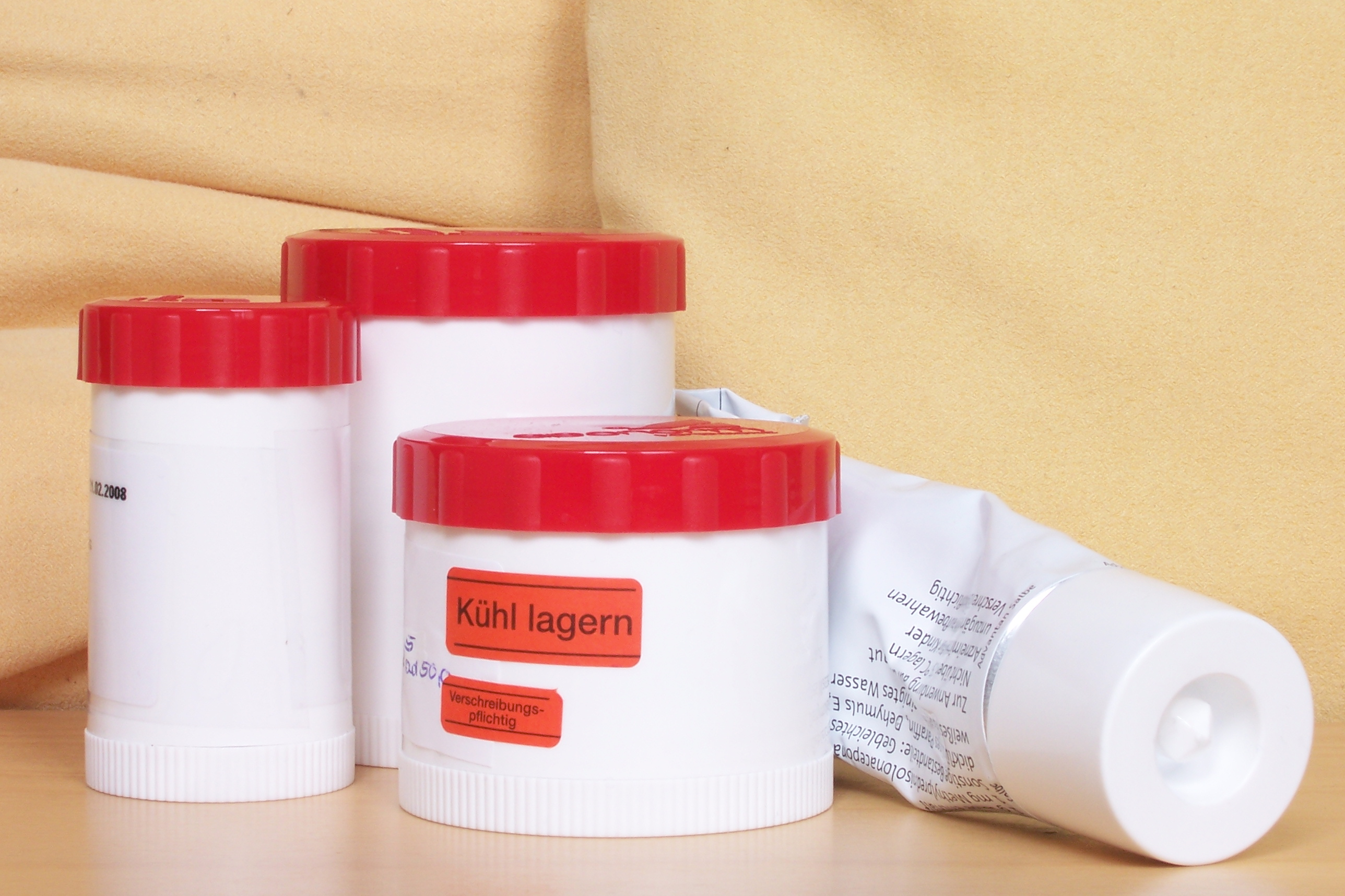
Condiționarea unguentelor: recipiente de plastic și tub

Un unguent (denumit și alifie sau pomadă) este o formă farmaceutică semisolidă care se poate administra pe mai multe căi, principala fiind pielea. Unguentele mai pot fi aplicate pe: mucoase, unghii, ochi (oftalmice), în nas (nazale), urechi (auriculare) și în anus/rect (rectale).

## Formulare
Un unguent este format dintr-o bază de unguent în care este dispersată substanța medicamentoasă. Se pot utiliza diferite tipuri de baze, exemple fiind: baze grase, baze de tip emulsie apă în ulei (A/U) sau ulei în apă (U/A) și baze hidrofile.